# Agenda 2000
L'Agenda 2000 a fortement mis l'accent sur le développement rural, et est ainsi devenu le « deuxième pilier » de la PAC, en prenant pour principale mission le respect de l'environnement.
- baisse des prix
- prime unique à l'hectare
- redistribution des aides de développement rural